# Hedgpethia brevitarsis
Hedgpethia brevitarsis is een zeespin uit de familie Colossendeidae. De soort behoort tot het geslacht Hedgpethia. Hedgpethia brevitarsis werd in 1958 voor het eerst wetenschappelijk beschreven door Losina-Losinsky & Turpaeva. 